# Ivan Dzerzhinsky
Iván Ivánovich Dzerzhinski, en ruso: Иван Иванович Дзержинский (Tambov, 9 de abril de 1909 - San Petersburgo, 18 de enero de 1978) fue un compositor ruso.
Fue uno de los músicos más exaltados de la Unión Soviética por su fidelidad a la tradición nacional que se expresaba en un lenguaje siempre sujeto al patrimonio popular y en los temas estrechamente relacionados con la vida y la historia de su país.
Autor de nueve óperas, dos poemas sinfónicos, tres conciertos para piano y orquesta y composiciones y canciones de cámara, fue famoso sobre todo por dos óperas inspiradas en dos novelas de Mijaíl Shólojov: El El Don apacible (1928/1940) y Campos roturados (1932-1960).